# Lubcz Wielki
Lubcz Wielki (prononciation : [ˈlupt͡ʂ ˈvjɛlki]) est un  village polonais de la gmina de Krzyż Wielkopolski dans le powiat de Czarnków-Trzcianka de la voïvodie de Grande-Pologne dans le centre-ouest de la Pologne.
Il se situe à environ 3 kilomètres à l'est de Krzyż Wielkopolski (siège de la gmina), à 35 kilomètres à l'ouest de Czarnków (siège du powiat), et à 80 kilomètres au nord-ouest de Poznań (capitale de la Grande-Pologne).

## Histoire
De 1816 à 1920, Groß Lubs fait partie de l'arrondissement de Czarnikau puis à partir de 1887 de l'arrondissement de Filehne dans le district de Bromberg au sein de la province de Posnanie.
De 1975 à 1998, le village faisait partie du territoire de la voïvodie de Piła.

Depuis 1999, Lubcz Wielki est situé dans la voïvodie de Grande-Pologne.